# Angiolino Romagnoli
Angiolino Romagnoli (Borgo San Lorenzo, 1836 – Borgo San Lorenzo, 1890) è stato un pittore italiano, allievo di Giuseppe Bezzuoli, fu conosciuto per le sue pitture di genere.

## Biografia
Agli inizi della sua carriera fu copista di quadri, poi prese un indirizzo diverso e divenne paesaggista, perché si specializzò a dipingere visuali, gruppi di persone e figure grottesche, anche nella riproduzione di piccoli quadri.
La sua qualità fu quella di dipingere arazzi, imitando quelli tessuti.
Espose le sue opere in numerose mostre in Italia, in particolare a Torino nel 1880, a Milano nel 1881 e a Roma dove, nel 1883, presentò il dipinto “Gioie di famiglia”.
Decorò gli ambienti interni del Museo della Manifattura Chini a Borgo San Lorenzo  insieme ai pittori  Pietro Alessio Chini e Pio Chini.
Affrescò con pitture il Teatro Giotto di Borgo San Lorenzo  e fece il medaglione col profilo di Giotto situato all'interno del teatro.